# Kap Wilson (Antarktika)
Das Kap Wilson ist ein großes, schneebedecktes Kap an der Shackleton-Küste in der antarktischen Ross Dependency. Am südöstlichen Ende der Nash Range markiert es die nördliche Begrenzung des Shackleton Inlet. 
Entdeckt wurde es im Dezember 1902 im Rahmen der Discovery-Expedition (1901–1904) von der dreiköpfigen Südgruppe unter der Leitung des britischen Polarforschers Robert Falcon Scott. Scott benannte es nach Edward Adrian Wilson (1982–1912), einem weiteren Teilnehmer der Südgruppe, der gemeinsam mit Scott und drei Begleitern im Zuge der Terra-Nova-Expedition (1910–1913) auf dem Rückweg vom geographischen Südpol ums Leben kam.